# Ходорівська група
Український робітничо-селянський союз («Ходорівська група») — нелегальна антирадянська диверсійно-терористична організація, яка діяла в Ходорівському районі (розформований 1962, територія передана до складу Жидачівського району) Львівської області 1960—61.
Організатори групи — робітник Ходорівського цукрокомбінату Теодор Дронь та працівник райспоживспілки Федір Проців — розглядали диверсійно-терористичні акції як єдино можливий засіб боротьби за незалежну Українську державу. Виходячи із цього, вони не лише планували терористичні акти щодо колгоспних активістів, партійних і радянських працівників, знищення колгоспного майна, диверсії на залізниці, а й реально здійснили ряд підпалів на території Ходорівського району.
Викрита органами КДБ при РМ УРСР в грудні 1961. За вироком Львівського обласного суду 7 травня 1962 керівника Ф.Проціва було засуджено до смерті, інші учасники організації Т. Дронь, Й.Нагребний, М.Проців, М.Ханас, І.Щербицький, В.Капітоненко отримали від 5-ти до 13-ти років ув'язнення.